# علامة نيكولسكي
علامة نيكولسكي سميت تمينا بالطبيب الروسي بيوتر نيكولسكي(1858-1940)، الذي تدرب وعمل في أوكرانيا حين كانت حينها جزءًا من الامبراطورية الروسية. تحدث تلك العلامة عند الفرك الطفيف للجلد مما يؤدي إلى تقشر الطبقة الخارجية.
توجد علامة نيكولسكي دائما وأبدا في مرض «تقشر الأنسجة المتموتة البشروية التسممي» ومرتبطة بالفقاع الشائع. علامة نيكولسكي مفيدة في التفرقة بين الفقاع الشائع أو فقاع الغشاء المخاطي والفقعان الفقاعي.

## الأسباب
- حالة المناعة الذاتية (الفقاع الشائع)
- عدوى بكتيرية (متلازمة الجلد المبسترة)
- رد فعل للعقاقير السامة (انحلال البشرة السمي)